# Réal Sports de Parakou
Réal Sports de Parakou (auch Réal Sports de Parakou FC) ist ein beninischer Fußballverein aus Parakou, Département Borgou. Mit Stand Februar 2023 spielt er im Championnat National du Benin, der ersten Liga des Landes, und trägt seine Heimspiele im Stade Municipal de Parakou aus, das 7000 Plätze umfasst.

## Bekannte Spieler
Die Spieler kamen wenigstens einmal für die Nationalmannschaft zum Einsatz:
- Mouyizou Sabi-Yo[3]